# Тельо, Рафаэль
Рафаэль Хосе Тельо Рохас (исп. Rafael J. Tello Rojas; 5 сентября 1872, Мехико — 17 декабря 1946, Мехико) — мексиканский композитор и музыкальный педагог.

## Биография
Сын юриста, вопреки желанию отца не пошёл по его стопам, усвоив с детства уроки музыки, взятые у своей матери. Учился в Национальной консерватории по классу фортепиано Рикардо Кастро. С 1888 г. концертировал как пианист. Дебютировал как композитор в начале 1890-х гг. салонными фортепианными пьесами, однако наибольшую известность получил своими операми, выдержанными в итальянской традиции — прежде всего, оперой «Николас Браво» (1910), получившей одну из наград на объявленном правительством Порфирио Диаса музыкальном конкурсе к столетию независимости Мексики. Кроме того, Рафаэлю Тельо принадлежат три других оперы, ряд духовных сочинений, в том числе «Реквием» (1921), музыка для симфонического оркестра, в том числе «Мексиканский триптих» (1939), камерные сочинения.
С 1892 г. преподавал в Национальной консерватории, с 1903 г. заведовал кафедрой фортепиано, в 1914—1915 гг. возглавлял консерваторию. В 1917 г. вместе с группой единомышленников оставил консерваторию в знак протеста против руководства Эдуардо Гариэля и основал частную Свободную консерваторию. Затем вернулся в Национальную консерваторию, в 1942 г. был удостоен правительственной медали в ознаменование 50-летия преподавательской деятельности. Известнейший из учеников Тельо — Сильвестре Ревуэльтас.